# Сахно (село)
Сахно (укр. Сахно) — село,
Андреевский поселковый совет,
Бердянский район,
Запорожская область,
Украина.
Код КОАТУУ — 2320655204. Население по переписи 2001 года составляло 50 человек.

## Географическое положение
Село Сахно находится на левом берегу реки Обиточная,
выше по течению на расстоянии в 1 км расположено село Обиточное (Черниговский район),
ниже по течению на расстоянии в 3 км расположено село Новосельское.

## История
- 1920 год — дата основания как село Вишнёвое.
- В 1974 году переименовано в село Сахно.